# Голос Лановеччини
Голос Лановеччини — громадсько-політична газета колишньої Лановеччини, тижневик.

## Відомості
Виходить від жовтня 1944 року (спочатку під назвою «Більшовицька зброя»; «Будівник комунізму»).
Наклад — 2600 примірників.

## Редактори
- Д. Тупол,
- В. Плутейко,
- І. Костенко,
- Н. Головко,
- С. Коркушко,
- В. Подунайчук (1984—?),
- Н. Гамера (від ?).